# Дроздюк Ілля Іванович
Ілля́ Іва́нович Дроздю́к — солдат Збройних сил України, 24-та механізована бригада.

## Життєпис
Контрактник, у березні 2014-го частину перекидають на схід України. 14 червня вранці на український блокпост напали терористи біля міста Кіровське. У бою загинуло багато бійців та командир частини, Ілля вижив. Важкопоранений, прострелені гортань й трахея, поранення рук та ніг. Дізнався про поранення, коли не зміг навести автомата. Командир, майор С. та прапорщик С. підповзли, надали першу допомогу й під обстрілом витягли під шквальним вогнем. Переніс кілька операцій у Харківському військовому госпіталі, 5 днів хірурги боролися за його життя в реанімації.
Станом на грудень після багатьох оперативних втручань проходив курс реабілітації.

## Нагороди
26 липня 2014 року — за особисту мужність і героїзм, виявлені у захисті державного суверенітету та територіальної цілісності України, вірність військовій присязі під час російсько-української війни, відзначений — нагороджений орденом «За мужність» III ступеня.